# Абразия
Абразия (от латински: Abrasio – обрушване, разрушаване) е обрушаване на земната повърхност, причинено от разрушаващото действие на морската (океанската) вода. Абразия може да се наблюдава и по бреговете на големи езера и язовири. Интензивността на абразията зависи от степента на въздействието на вълните, т.е. от бурността на водоема. Важно условие, предопределящо бреговата абразия, се явява относително острият ъгъл на бреговия откос (над 0,01) спрямо крайбрежната част от дъното на морето или езерото. Абразията създава по бреговете абразивни тераси, т.нар. бенч и абразионни отстъпи, т.нар. клиф. Образувалите се в резултат от това разрушаване скални материали – пясък, филц, чакъл, малки скали и др., могат да бъдат въвлечени в процеси на преместване и служат като материал за образуване на брегови акумулативни форми. Част от тези материали се отнасят от вълните и водните течения към подножието на абразионния подводен склон, образувайки подводна акумулативна тераса. В зависимост от разширението на надводната и подводната абразионна тераса абразията постепенно затихва, тъй като се разширява плитководната брегова ивица, за преодоляването на която морските и езерните вълни употребяват голяма част от своята енергия. В крайна сметка бреговата абразия се сменя с брегова акумулация.
Абразия може да се наблюдава и на сушата под действието на течаща вода или движещ се лед. По склоновете на изкуствените водоеми, наклонът на които в миналото се е формирал от неабразионни фактори, темпът на абразия е много висок – до десетки метри годишно.